# 努普斯卡門嶺
72°9′S 2°19′E / 72.150°S 2.317°E
努普斯卡門嶺是南極洲的山嶺，位於東部南極洲的毛德皇后地，屬於耶爾斯維克山脈的一部分，全長15公里，處於埃森山以北。